# Cantaron
Cantaron (italienisch Cantarone) ist eine französische Gemeinde im Département Alpes-Maritimes in der Region Provence-Alpes-Côte d’Azur. Sie gehört zum Arrondissement Nizza und zum Kanton Contes. Die Bewohner nennen sich Cantarois.

## Geographie
Die Ortschaft wird von der Tendabahn bedient – durch einen gemeinsamen Bahnhof mit Drap. Die weiteren Nachbargemeinden sind La Trinité, Nizza, Tourrette-Levens, Châteauneuf-Villevieille, Contes und Blausasc.

## Geschichte
Die Gemeinde entstand 1911 durch die Loslösung von Châteauneuf resp. dem nachmaligen Châteauneuf-Villevieille.

### Bevölkerungsentwicklung
| Jahr      | 1962 | 1968 | 1975 | 1982 | 1990 | 1999 | 2008 | 2012 |
| --------- | ---- | ---- | ---- | ---- | ---- | ---- | ---- | ---- |
| Einwohner | 329  | 539  | 774  | 956  | 1233 | 1258 | 1192 | 1337 |